# Vibeke Lunde
Vibeke Lunde (Oslo, 21 de marzo de 1921-Oslo, 12 de agosto de 1962) fue una deportista noruega que compitió en vela en la clase 5.5 Metre. Participó en los Juegos Olímpicos de Helsinki 1952, obteniendo una medalla de plata en la clase 5.5 Metre.

## Palmarés internacional
| Juegos Olímpicos | Juegos Olímpicos     | Juegos Olímpicos | Juegos Olímpicos |
| Año              | Lugar                | Medalla          | Clase            |
| ---------------- | -------------------- | ---------------- | ---------------- |
| 1952             | Helsinki (Finlandia) | Medalla de plata | 5.5 Metre        |